# Granadero Baigorria
Granadero Baigorria è una città argentina situata nell'area metropolitana della Grande Rosario, nella provincia di Santa Fe. 

## Geografia fisica
Granadero Baigorria si trova sulla riva destra del fiume Paranà, 10 km a nord del centro città di Rosario. 

### Clima
Il clima è caldo e umido durante la maggior parte dell'anno, e viene classificato come clima caldo pampeano, che presenta quattro stagioni miti. 
La stagione più calda dura da ottobre ad aprile, con temperature che vanno da 18 °C a 36 °C, mentre quella più fredda va dai primi di giugno alla prima metà di agosto, con temperature medie minime di 5 °C e massime di 16 °C. Le temperature medie annuali oscillano tra 10 °C e 23 °C. Piove di più in estate che in inverno, e il volume totale delle precipitazioni è compreso tra 800 e 1300 mm all'anno, variabile a seconda dell'emiciclo climatico (umido nei periodi tra il 1870 e il 1920 e tra il 1973 e il 2020, secco tra il 1920 e il 1973).
Le precipitazioni estreme sono rarissime. In particolare la neve è un fenomeno eccezionale: l'ultima nevicata si è verificata il 9 luglio 2007, la penultima nel 1973, e la terz'ultima nel 1918.
Un rischio reale è costituito dalle trombe d'aria e dalle tempeste violente, più frequenti tra ottobre e aprile. Questi fenomeni sono generati dall'incontro della massa d'aria umida e calda proveniente dal nord del paese con quella fredda e secca proveniente dai territori argentini meridionali.
L'umidità relativa media annuale è del 76%.

### Sismicità
L'ultimo terremoto si è verificato alle 3:20 UTC-3 del 5 giugno 1888 (terremoto del Río de la Plata del 1888) con una magnitudo di circa 4,5 gradi della scala Richter. La regione insiste sulle sottofaglie del Paraná e del Río de la Plata, e sulla faglia di Punta del Este, quest'ultima dotata di bassa sismicità.

## Storia
La fondazione della località viene fatta risalire al 1884, quando Don Lisandro Paganini destinò una parte dei suoi possedimenti alla costruzione di una stazione della Ferrovia Centrale Argentina. Cinque anni dopo fu approvato il piano regolatore ufficiale della città, che si sviluppava lungo la linea ferroviaria. La prima lottizzazione venne eseguita intorno alla stazione, nell'area che comprende gli attuali quartieri Centro e San Miguel. Nel 1950 la cittadina, fino ad allora conosciuta come Pueblo Paganini, prese il nome di Granadero Baigorria.

## Infrastrutture e trasporti
Granadero Baigorria è attraversata in direzione nord-sud dalla strada nazionale 11 ed è inoltre servita da uno svincolo dell'autostrada Rosario-Santa Fe.